# Bob Kick, l'enfant terrible
Bob Kick, l'enfant terrible je francouzský němý film z roku 1903. Režisérem je Georges Méliès (1861–1938). Film trvá zhruba 2 minuty.

## Děj
Film zachycuje ženu, jejíž manžel se zbláznil, a její dceru, která počala dítě s vojákem, který je taktéž blázen, jak se venku procházejí. Zatímco žena kvůli většímu klidu odvede dceru, držící děťátko, a vojáka stranou, aby si mohli trochu lépe popovídat o závažnosti situace, manžel přestává předstírat své bláznovství, které hraje jenom proto, aby se mohl věnovat svému potěšení, tj. pití alkoholu. Poté, co se napije z láhve, uvidí hlavu ženy, kterou se pokusí políbit. Dřív než to udělá, se hlava ženy promění na hlavu zesnulého dědečka, který se posléze objeví celý a začne na alkoholikovi skákat. Jen co duch zmizí, všichni ostatní se vrátí, ale manžel ze sebe nepřestává dělat blázna, což se mu stane osudným, když chce přeskočit překážkový kruh, který symbolizuje věčný koloběh života a smrti.